# إفريقيا الاستوائية

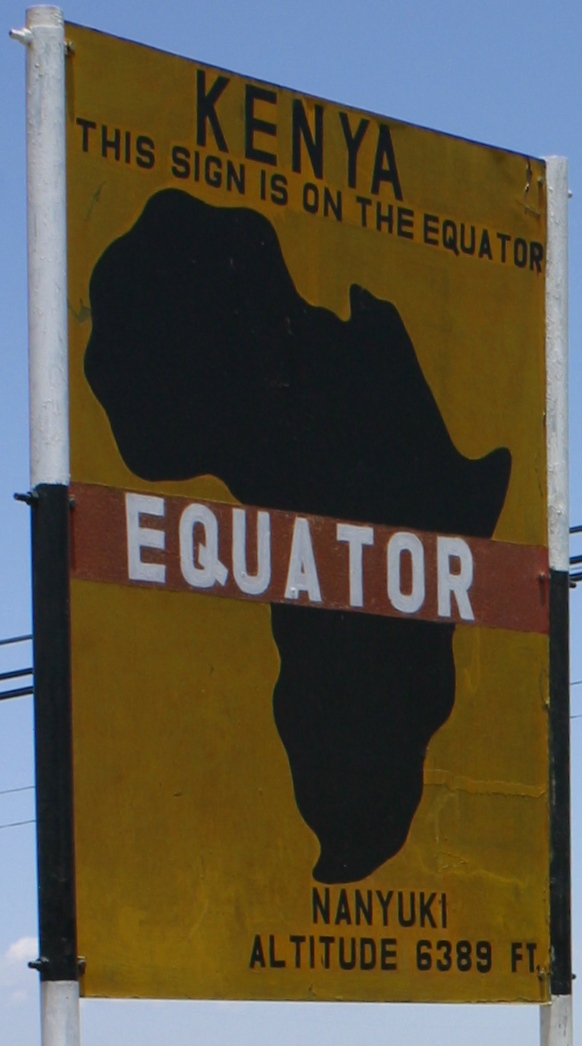

إفريقيا الاستوائية، هو مصطلح قد يُشير إلى المناطق الإفريقية في إفريقيا جنوب الصحراء في خط الاستواء. والبلدان هي :
- ساو تومي وبرينسيب
- الغابون
- جمهورية الكونغو
- جمهورية الكونغو الديمقراطية
- أوغاندا
- كينيا
- الصومال
- غينيا الاستوائية
- الكاميرون
- جمهورية إفريقيا الوسطى
- رواندا
- بوروندي
- إثيوبيا

## روابط خارجية
- "Equatorial Africa: Material Culture from Peoples of the Congo, Uganda & Kenya". Museum of Anthropology (بالإنجليزية). College of Arts & Science University of Missouri, Columbia, MO. Archived from the original on 2017-04-29. Retrieved 2015-08-12.
- "Africa - Equatorial Africa Deposition Network (EADN) Project" (بالإنجليزية). The World Bank Group. Archived from the original (pdf) on 2016-03-04. Retrieved 2015-08-12.